# Évaillé
Évaillé korábbi község Franciaország Loire mente régiójában, Sarthe megyében. Lakosainak száma 354 fő (2018. január 1.). Évaillé Écorpain, Sainte-Cérotte, Sainte-Osmane, Tresson, Cogners és Maisoncelles községekkel határos.
2019. január 1-jén Sainte-Osmane korábbi községgel egyesült és az így létrejött Val-d’Étangson új község része lett.

## Népesség
A település népességének változása:
| Lakosok száma | 353  | 344  | 350  | 350  | 354  |
|               | 2013 | 2015 | 2016 | 2017 | 2018 |